# ダンカン・テイラー
ダンカン・テイラー（Duncan Taylor、1989年9月5日 - ）は、プレミアシップサラセンズに所属するラグビーユニオン選手。

## プロフィール
- イングランド・ノーサンプトン出身。
- ポジションはウィング(WTB)、センター(CTB)、フルバック(FB)。
- 身長 189cm、体重 92kg
- スコットランド代表キャップは28（2022年12月現在）でラグビーワールドカップ2019のスコットランド代表に選ばれた[1]。

## 略歴
ベッドフォード・ブルーズを経て、2013年、サラセンズに加入。 